# Antenne 2
Pour les articles homonymes, voir A2 et Antenne.
Antenne 2, ou A2 en abrégé, désigne une société nationale de programme de télévision opérant une chaîne de télévision généraliste nationale française de service public du même nom.
Historiquement créée sous le nom RTF Télévision 2 en 1959 puis Deuxième chaîne de l'ORTF en 1964, la deuxième chaîne publique nationale prend la dénomination d'Antenne 2 le 6 janvier 1975 lors de l'éclatement de l'ORTF puis après la constitution du nouveau groupe public France Télévisions le 7 septembre 1992, elle devient France 2.
La Deux s'ajoute à la Première chaîne de la RTF lancée en 1949 qui devient TF1 en 1975 et est complétée en décembre 1972, par la Troisième chaîne couleur de l'ORTF, devenue successivement FR3 en 1975 puis France 3 en 1992.

## Histoire de la chaîne

### Genèse
En 1974, le nouveau président de la République Valéry Giscard d'Estaing demande à son Premier ministre de présenter une communication sur l’Office de radiodiffusion télévision française au Conseil des ministres du 3 juillet. Jacques Chirac assure alors que « la nouvelle organisation doit reposer sur la compétition entre les unités autonomes, entièrement responsables. Elle doit assurer une information libre et ouverte, doit exclure tout gaspillage en s'appuyant sur des structures allégées. Les rapports de l'État et des nouvelles unités autonomes devraient se limiter à la désignation de ses dirigeants ». La loi no 74-696 du 7 août 1974 supprime l’Office de radiodiffusion-télévision française et crée sept organismes autonomes, dont trois sociétés nationales de programme de télévision, une société nationale de radiodiffusion sonore, deux établissements publics à caractère industriel et commercial chargés de la production et de la diffusion et un institut national de l'audiovisuel. Le monopole d'État est maintenu et chacune des sociétés est placée sous la tutelle du Premier ministre. L'écrivain et producteur Marcel Jullian est nommé en conseil des ministres président de la future société nationale de programme de télévision devant succéder à la deuxième chaîne de l'ORTF dont il s'adjoint deux grandes figures comme conseillers, Jacques Chancel et Armand Jammot. À l'automne 1974, Marcel Jullian et Jacques Chancel échafaudent les programmes, sélectionnent les animateurs et producteurs (Claude Barma, Jean-Christophe Averty, Armand Jammot, Pierre Tchernia, Bernard Pivot, Roger Couderc et Robert Chapatte) et tentent de choisir le nom de leur future chaîne de télévision parmi quatre propositions retenues par Marcel Jullian : Satellite 2, France 2, 2 le monde et Antenne 2. Ils la nomment finalement Antenne 2 et son président charge Jacques Chancel de lui donner une identité. Ce dernier sollicite alors ses amis artistes et obtient que le peintre Georges Mathieu dessine le logo de la chaîne et que Jean-Michel Folon en crée l'indicatif d'ouverture. La nouvelle société de programme est en ordre de marche dès la mi-décembre 1974, ce qui permet à Marcel Jullian de présenter son équipe, les orientations et le style des programmes de la future Antenne 2 lors d'une conférence de presse le 20 décembre 1974.

### 1975 - 1987: la popularité et l'innovation
La loi no 74-696 du 7 août 1974 entre en application le 1er janvier 1975 avec la naissance officielle des trois sociétés nationales de programme de télévision Télévision française 1 (TF1), Antenne 2 (A2) et France Régions 3 (FR3), de la société nationale de radiodiffusion sonore Radio France, de la Société française de production (SFP), de Télédiffusion de France (TDF) et de l’Institut national de l'audiovisuel (INA). Lundi 6 janvier 1975 à 14 h 30, Antenne 2 commence ses programmes par la diffusion d'un flash d'information, suivi d'un numéro spécial d'Aujourd'hui Madame consacré à Antenne 2 par ceux qui la font, puis à 20 h 35, de la soirée d'inauguration de la chaîne, animée depuis un studio des Buttes-Chaumont par Marcel Jullian et Jacques Chancel, avec le concours de tous les animateurs, réalisateurs et producteurs d'Antenne 2, qui viennent présenter pendant 3h20 leurs nouvelles émissions. Antenne 2 laisse une grande liberté de création à ses producteurs, misant davantage sur la qualité des programmes et la révélation des talents que sur la course à l'audience qui reste d'ailleurs plus confidentielle que sur TF1, ce qui lui permet de tenter des expériences et programmes nouveaux, tels Apostrophes, ou d’user d’un ton moins conventionnel dans ses journaux télévisés. La rédaction d'Antenne 2, qui succède à celle d'INF2, est dirigée par Jacques Sallebert qui confie la présentation du journal à Jean-Marie Cavada et Guy Thomas en semaine, et à Jean Lanzi le week-end. La concurrence avec le journal de TF1 est rude et les formules se succèdent jusqu'à l'arrivée de Patrick Poivre d'Arvor à la présentation du journal le 16 février 1976 qui donne à celui-ci un ton nouveau de plus en plus apprécié des téléspectateurs.
Attaché à la liberté de création, Marcel Jullian limite l'interventionnisme du pouvoir sur son antenne, ce qui lui vaut d'être finalement remercié en décembre 1977 et remplacé par Maurice Ulrich le 1er janvier 1978. Celui-ci entend poursuivre et développer les principales qualités de la chaîne que sont la volonté de création et un grand souci de qualité au travers des dramatiques, des programmes d'information, des documentaires et des émissions culturelles et scientifiques. La chaîne se singularise par l'arrivée de jeunes journalistes qui feront son succès pendant plus de vingt ans, notamment Hervé Claude, Noël Mamère et Claude Sérillon qui débutent tous à Antenne 2 Midi en 1979.
Le 5 mai 1981, le débat opposant Valéry Giscard d’Estaing à François Mitterrand pour le deuxième tour de l’élection présidentielle, arbitré par Jean Boissonnat et Michèle Cotta, est diffusé simultanément sur TF1, Antenne 2 et FR3.

#### Changements politiques et forte audience
La loi no 82-652 du 29 juillet 1982 sur la communication audiovisuelle supprime le monopole d'État et recréé par le décret no 82-790 du 17 septembre 1982 la société nationale de télévision en couleur Antenne 2, maintenant placée sous la tutelle de la Haute Autorité de la communication audiovisuelle, qui établit le cahier des charges, veille aux règles de concurrence et nomme le président de la chaîne. Pierre Desgraupes est confirmé dans son poste. Mais bien qu'ayant longtemps dénoncé la main mise du pouvoir sur la télévision, la gauche, qui accède au pouvoir le 10 mai 1981, use à son tour de cette habitude d'interventionnisme pour nommer en conseil des ministres de nouveaux présidents à la tête des sociétés nationales de programme de télévision plus acquis à ses idées et qui sont eux-mêmes chargés de nettoyer leur chaîne des émissions, journalistes et animateurs suspectés d'accointances avec l'ancienne majorité de droite.
Ainsi, le directeur de l'information Jean-Pierre Elkabbach, réputé soutenir l'ancien président de la République, est limogé en juin et Pierre Desgraupes, journaliste plutôt marqué à gauche et évincé de la direction d'Information Première en juillet 1972, est nommé président d'Antenne 2 le 23 juillet 1981. Il entend faire de la télévision « l'éclaireur et le guide de la mutation que la société française vit », selon lui, depuis le 10 mai 1981 en développant la fête et l'inattendu dans les programmes et en faisant appel à de nouveaux talents. La nouvelle direction met notamment l'accent sur la culture en développant la programmation cinéma, des émissions de création théâtrales, en mettant à l'antenne des émissions musicales rock destinées à la jeunesse et en donnant accès au public, à la musique de concert.
Parmi les responsables de programmes nommés par Desgraupes, on compte notamment Pascale Breugnot, Catherine Clément, Nicole Courcel, Georges Conchon, Claude Goretta, Christian Dutoit et Bernard Pivot. Dès 1981, Desgraupes tient à ce que chaque délégué contrôle une unité de programmes autonome et qu'il assume individuellement la responsabilité éditoriale et financière de son secteur. Pierre Lescure rejoint aussi Antenne 2 afin de diriger les variétés et les émissions pour la jeunesse.
Progressivement, la deuxième chaîne devient première en audience et connaît de nombreuses innovations : Christine Ockrent à la présentation du journal de 20h, Télématin, les Enfants du rock, L'Heure de Vérité, le magazine Cinémas Cinémas, Champs-Élysées, La Chasse aux trésors, Résistances, Gym Tonic, Psy-Show ou encore Le Théâtre de Bouvard, ainsi qu'un traitement éditorial original des émissions. Cette nouvelle grille permet à Antenne 2 d'obtenir un fort succès populaire et pour la première fois, la deuxième chaîne nationale passe en tête des audiences, devant TF1. Le ton nouveau de ses journaux télévisés présentés par Christine Ockrent et d’émissions de divertissement comme Champs-Élysées, La Chasse aux trésors ou Récré A2, l’audience d’Antenne 2 confirme sa domination sur la programmation de TF1.
L'année 1983 voit ainsi Antenne 2, pour la seule et unique fois de son histoire, dépasser TF1 avec 55 % de parts d'audience.
Le grand succès de la deuxième chaîne ne bénéficie pas longtemps à Pierre Desgraupes, lequel est mis à la retraite d'office le 13 septembre 1984, par une loi spécialement votée à cet effet. À partir de la fin de 1983, Pierre Lescure, Alain de Greef et une partie de ceux qui ont fait le succès d'Antenne 2, quittent la Deux pour Canal+ ou d'autres chaînes.
La position de tête d'Antenne 2 perdure jusqu’en 1985 puis cesse notamment après la privatisation de TF1 en 1987, grâce à la nouvelle direction initiée par son nouveau PDG Hervé Bourges. Antenne 2 enregistre de mauvais chiffres d'audience à l'automne 1985 et son nouveau président Jean Drucker, qui a pris la suite de Pierre Desgraupes, présente en décembre une nouvelle grille plus offensive. La diffusion de la coupe du monde de football 1986 par Antenne 2 en juin 1986 lui permet d'atteindre 44,4 % de parts d'audience sur le mois contre 40,1 % pour TF1.

### 1987 - 1992: le déclin et la refonte
La rentrée de septembre 1987 est marquée par les grilles offensives et extrêmement commerciales des deux nouvelles grandes chaînes de télévision privées : TF1, qui vient d'être privatisée, et La Cinq. La CNCL nomme Claude Contamine à la tête d'Antenne 2 et lui confie la mission de maintenir une grille de programme à la fois populaire et de qualité pour présenter les meilleures émissions au plus grand nombre. Mais la concurrence est rude et Antenne 2 innove peu. La chaîne commence alors un inexorable déclin qui la mène de 40 % d’audience en 1986 à 21 % en 1991, quand TF1 plafonne entre 40 % et 45 % et La Cinq autour de 10 % à 13 %.
Le 28 avril 1988, le débat entre les deux candidats au deuxième tour de l’élection présidentielle, Jacques Chirac et François Mitterrand, est retransmis en simultané sur Antenne 2 et TF1. Après s'y être opposé en avril 1989, le Conseil supérieur de l'audiovisuel (CSA) décide en septembre 1989 de diffuser Antenne 2 sur le satellite TDF 1.
Dans un souci de renforcement de l’audiovisuel public face à la concurrence privée, le CSA réunit par la loi des 2 et 10 août 1989, Antenne 2 et FR3 sous une présidence commune en la personne de Philippe Guilhaume. Des synergies entre les deux chaînes apparaissent, comme des bandes-annonces groupées et l'harmonisation des programmes du vendredi soir.
Contraint à la démission le 19 décembre 1990 par la ministre déléguée chargée de la Communication Catherine Tasca, Philippe Guilhaume est remplacé par Hervé Bourges. Quelques mois plus tard en mars 1991 Catherine Tasca annonce souhaiter une rallonge d'un milliard de francs pour Antenne 2 et FR3, dont la moitié destinée à recapitaliser Antenne 2 après de lourdes pertes en 1989 et 1990.
Les deux chaînes du service public sont confrontés à une situation financière très délicate (et en particulier Antenne 2) et font l'objet de plusieurs rapports et audits au printemps 1991, notamment par la Cour des comptes, le cabinet Coopers & Lybrand (commandé par Hervé Bourges à sa nomination) et le CSA. Ce dernier pointe chez Antenne 2 une dérive des dépenses (301,7 millions de dépassements de budget), une érosion continue de l'audience et une absence de projet d'entreprise et de vision stratégique. Le CSA pointe en revanche que la situation est nettement meilleure à FR3.
Éric Giuly est nommé directeur général de la chaîne en janvier 1991 et met en place un plan social draconien comprenant 373 suppressions de postes. La situation financière de la chaîne s'améliore nettement en 1991 et 1992, notamment avec la disparition de La Cinq et le lancement de plusieurs émissions grand public (tel le reality-show La Nuit des héros). Giuly quitte son poste en août 1992,.
Antenne 2 diffuse ses programmes 24h/24 à partir du 5 juillet 1991.
Afin d'essayer de reconstruire un groupe public fort face aux télévisions commerciales et pour lui donner une cohésion, les chaînes de service public prennent le nom de France Télévision le 7 septembre 1992 : Antenne 2 devient France 2 à 6 h 30, juste avant Télématin.

## Identité visuelle

Les hommes volants de Folon (fermeture antenne)

Le premier logo d'Antenne 2 de 1975 à 1983, avec ses ondes bleu électrique émanant d'un A2 rouge et vert, est dessiné par le peintre Georges Mathieu, mais un logo alternatif en police Eurostile reprenant le nom et les couleurs du logo initial est utilisé à l'antenne dès 1977 afin d'être plus lisible. Le nouvel habillage d'Antenne 2 mis à l'antenne le 6 janvier 1975 est l'œuvre du dessinateur Jean-Michel Folon, déjà remarqué deux ans plus tôt pour son générique de l'émission Italiques sur la deuxième chaîne, qui réalise les indicatifs d'ouverture et de fermeture d'antenne avec les hommes volants où ses bonshommes bleus s'envolent sur une très mélancolique cantilène pour hautbois et orchestres composée par Michel Colombier et intitulée Emmanuel en souvenir de son fils mort tout enfant,,, ainsi que le générique du Journal.
Durant l'été 1976, un nouvel habillage ainsi qu'un nouveau générique est mis à l'antenne spécialement pour le journal, arborant un logo moderne et géométrique reprenant le « A2 » de la chaîne mais sans les couleurs d'origine, utilisant plutôt le bleu et l'orange. La musique du générique changera par deux fois, une tout d'abord en juin 1976, plus « moderne », puis une plus « chaude » le mois suivant. Le 14 février 1977, ces habillages disparaîtront, pour laisser place à un habillage plus sobre.
Le logo « bulle » d'Antenne 2 du 12 septembre 1983 au 7 avril 1986 est créé par l'agence Pipa Vidéo qui officialise le sigle A2 en police Eurostile, déjà largement utilisé à l'antenne depuis 1982, et livre un nouvel indicatif d'ouverture et de fermeture d'antenne figurant en image de synthèse un monde imaginaire exprimant le passage de la nuit au jour. La musique orchestrale de cet indicatif est légèrement modifiée quelques mois après par une musique plus électronique et douce.
Alors qu'Antenne 2 perd peu à peu sa place de leader face à TF1, la chaîne tente de rajeunir son identité le 7 avril 1986 par un logo très à la mode du moment qui conserve le sigle A2 avec un 2 métallique sur lequel se reflètent des spots de couleur et un A minuscule manuscrit allongé très graphique et dynamique aux couleurs de l'arc en ciel. Ce logo évolue ensuite trois fois en trois ans avec d'abord un A minuscule rouge sur un 2 gris foncé sur fond gris clair à lamelles, puis un A minuscule à la queue raccourcie et un 2 en relief, pour finir par un A minuscule rouge sur un 2 gris foncé. Malgré ces changements de logotype, l'indicatif d'ouverture et de fermeture d'antenne reste identique et ne subit qu'une légère modification du rythme musical en 1987.
Antenne 2 passe sous présidence commune à l'été 1989 et Philippe Guilhaume décide de rajeunir à nouveau l'identité visuelle de la chaîne en adoptant en novembre 1990, un logo en relief très coloré, remettant à l'honneur le nom complet de la chaîne, que certains de ses détracteurs assimileront à un vilain petit canard. L'indicatif d'ouverture et de fermeture d'antenne, qui proclame que « la 2 m'épate » se veut également très joyeux, dynamique et coloré, à l'image du nouveau logo de la chaîne. Une seconde version avec les mêmes images, la même musique, mais proclamant simplement « la 2 » est mise à l'antenne du 11 mars au 5 juillet 1991, date du passage en diffusion continue

### Logos

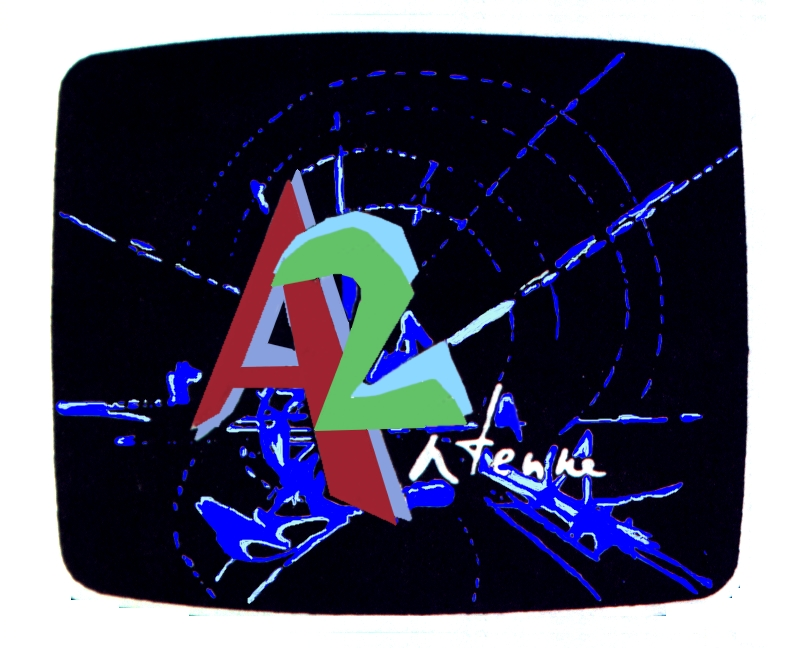
1re version du logo d'Antenne 2 diffusée le 6 janvier 1975.
2e version du logo d'Antenne 2 dû à Georges Mathieu du 6 janvier 1975 au 12 septembre 1983.
Logo alternatif d'Antenne 2 utilisé du 12 septembre 1977 au 5 novembre 1990.
Logo d'Antenne 2 du 12 septembre 1983 au 7 avril 1986.
Logo d'Antenne 2 du 7 avril 1986 au 7 septembre 1987.
Logo d'Antenne 2 du 7 septembre au 23 décembre 1987.
Logo d'Antenne 2 du 23 décembre 1987 au 5 novembre 1990.
Logo d'Antenne 2 du 5 novembre 1990 au 7 septembre 1992.

### Slogans
- Juillet/Septembre 1987 : « A2, A2, passionnément »
- 1989 : « Le choix c'est sur Antenne 2 et FR3 »
- 1990 : « Antenne 2, allumez la passion »
- 1990-1991: «Zip Zap la 2 m'épate !»
- Été 1992 : « Cet été, prenez le temps sur Antenne 2 »

## Organisation

### Capital
Antenne 2 est une société nationale de programme détenue à 100 % par l'État français.

### Sièges
Le siège historique de la télévision française au 13-15 rue Cognacq-Jay étant conservé par TF1 après la scission de l'ORTF en 1975, Antenne 2 s'installe provisoirement dans un immeuble situé 5-7 rue de Monttessuy dans le 7e arrondissement de Paris, le temps de faire construire son siège social au niveau du Pont de Neuilly pour y regrouper ses services.
L'impossibilité du promoteur, la Société Étoile Neuilly, à obtenir les permis de construire nécessaires amène le conseil d'administration de la chaîne à prendre, le 5 mars 1981, un bail sur des locaux aux 22 avenue Montaigne, 17 et 23 rue Jean-Goujon dans le 8e arrondissement de Paris pour y installer le siège social d'Antenne 2. Cette implantation répond alors, pour les auteurs du choix, aux objectifs suivants : obtenir l'usage de locaux fonctionnels permettant une exploitation rationnelle et fiable en mettant un terme à la dissémination des services qui résulte du partage immobilier entre les organismes créés par la loi du 7 août 1974 supprimant l'ORTF, affirmer l'identité propre à la chaîne et éviter toute cohabitation avec les services d'une des six autres entités créées par la loi précitée, se rapprocher des centres d'activités politiques et culturelles, et enfin s'implanter à proximité du Grand Palais où doit s'installer à l'époque le Centre International de la Presse, dont la création vient d'être décidée, et avec lequel Antenne 2 aurait eu à collaborer.
Toutefois, de 1975 à 1982[réf. souhaitée], TF1 et Antenne 2, chaînes publiques concurrentes, se partagent le même bâtiment et des studios voisins pour la réalisation de leurs journaux télévisés, retransmis depuis Cognacq-Jay jusqu'au déménagement complet d'Antenne 2.

## Programmes
Dès sa création, Antenne 2 entreprend de collaborer avec les producteurs des grandes émissions à succès de l'ancienne deuxième chaîne de l'ORTF, tels Armand Jammot, qui peut ainsi poursuivre sur Antenne 2 Les Dossiers de l'écran, Des chiffres et des lettres et Aujourd'hui Madame, ou Jacques Chancel et son Grand Échiquier. En 1977, Jacques Martin prend en main pour 21 ans une grande partie du programme dominical d'Antenne 2 avec Bon Dimanche et la célèbre École des fans. Nommé directeur de l'information en 1977, Jean-Pierre Elkabbach fait de Cartes sur table le rendez-vous politique incontournable de la télévision française. Son successeur, François-Henri de Virieu, la remplace le 20 mai 1982 par un autre rendez-vous politique devenu mythique : L'Heure de vérité. L'arrivée de Pierre Lescure à la direction des variétés en octobre 1981 donne une place plus importante à ce genre dans les programmes d'Antenne 2 avec l'apparition d'émissions musicales contemporaines pour la jeunesse comme Platine 45 et Les enfants du rock, mais aussi de la musique de concert avec Musiques au cœur, et culmine avec la nouvelle émission de Michel Drucker, Champs-Élysées, diffusée chaque samedi à partir du 16 janvier 1982 et qui donne à Antenne 2 les meilleures audiences pendant huit ans. Des formats nouveaux apparaissent, comme Châteauvallon le 4 janvier 1984, premier télé-roman français inspiré de Dallas qui sévit sur la chaîne concurrente, ou Maguy, premier sitcom français avec Rosy Varte et Jean-Marc Thibault lancé en février 1985. Antenne 2 est également la première chaîne française à proposer un programme le matin dès 6 h 30 avec Télématin à partir du 7 janvier 1985 alors que les programmes de ses deux concurrentes ne débutent que vers 10 ou 11 h. Avec la privatisation de TF1, les émissions religieuses du dimanche matin, dont la diffusion est une obligation de service public, migrent sur Antenne 2 en septembre 1987. Le 14 septembre 1991, Antenne 2 est la première chaîne française à diffuser un nouveau genre de programme importé des États-Unis, le reality show, avec La Nuit des héros tous les samedis à 20 h 50.

### Émissions

#### Magazines
Magazines d'information
- Cartes sur table (1977–1981)
- Édition spéciale[46] (1987–1989)
- Envoyé spécial (1990–1992)
- L'Heure de vérité (1982–1992)
- La Marche du siècle (1987–1989)
- Télématin (1985–1992)

Magazines de société
- Sexy Folies (1986–1987)
- Les Dossiers de l'écran (1975–1991)
- Voir (1977-?)

Magazines de services
- Après-midi show[47] (1990)
- Domicile A2[48] (1987)
- Gym Tonic (1982–1986)
- Matin Bonheur (1987–1992)
- La Vérité est au fond de la marmite (1978–1983)

Magazines culturels
- 1, 2, 3 théâtre[49] (1991–1992)
- La 25e heure (1991–1992)
- Alain Decaux raconte (1975–1987)
- L'Assiette anglaise (1987–1989)
- Bouillon de culture (1991–1992)
- Caractères (1990–1991)
- Ciné-club (1975–1992)
- Cinéma, Cinémas (1982–1991)
- Les Enfants du rock (1982–1988)
- Jeudi Cinéma (1980–1981)
- Mardi Cinéma (1982–1988)
- Monsieur Cinéma (1975–1980)

Magazines littéraires
- Apostrophes (1975–1990)
- Caractères (1990–1991)

Magazines musicales
- Musiques au cœur (1982–1992)
- Platine 45 (1982–1986)
- Sex Machine (1982–1985)
- Top 50 (1985)
- Un db de plus[50] (1987–1988)

Magazines sportifs
- À chacun son tour (1985–1989)
- Stade 2 (1975–1992)

Magazines divers
- Expression directe (?–1992)
- Entre chien et loup[51] (1987–1988)
- Mes mains ont la parole (1979–1988)
- Téléthon en France (1987–1991)

Magazines religieux
Ces magazines ont été diffusés sur Antenne 2 à partir de septembre 1987, à la suite de la privatisation de TF1. Ces magazines font partie des obligations du service public.
- Islam , émission d'entretien consacrée à l'islam ;
- La Source de vie, Judaica et À Bible ouverte : magazines (en alternance) consacré au judaïsme ;
- Orthodoxie : magazine mensuel consacrée au culte orthodoxe d'Orient ;
- Chrétiens orientaux : magazine mensuel consacrée au cultes catholiques d'Orient ;
- Présence protestante : émission protestante hebdomadaire ;
- Le Jour du Seigneur : émission catholique hebdomadaire.

#### Divertissements
- Avant que le ciel nous tombe sur la tête [52] (1990–1991)
- 7 d'or (1985–1992)
- Il était une fois... [53] (1990-)
- Caméra indiscrète [54] (1991–1992)
- César du cinéma (1976–1992)
- Dimanche Martin (1980–1992)
  - L'École des fans (1977–1992)
  - La Lorgnette (1977–1978)
  - Le monde est à vous (1987–1992)
- Le Collaro show (1979–1981)
- La Nuit des héros (1991–1992)
- Le Petit Théâtre d'Antenne 2 (1977–1989)
- La Piste aux étoiles (1975–1978)
- Le Théâtre de Bouvard (1982–1985)
- La Télé des Inconnus (1990–1992)

Talk-show
- Double Jeu (1991–1992)
- Lunettes noires pour nuits blanches (1988–1990)
- Stars à la barre (1988–1989)
- Une fois par jour (1990)

Variétés
- Bing Parade [55] (1988)
- Bonsoir les clips (1984–1986)
- Champs-Élysées (1982–1990)
- La Chance aux chansons (1991–1992)
- Demain c'est dimanche (1985)
- Le Grand Échiquier (1975–1989)
- Top Club (1978–1981)

Jeux
- L'Académie des neuf (1982–1987)
- L'Arche d'or (1987–1989)
- La Chasse aux trésors (1981–1985)
- Le Chevalier du labyrinthe (1990–1991)
- La Course autour du monde (1976–1984)
- Des chiffres et des lettres (1975–1992)
- Dessinez, c'est gagné ! (1989–1992)
- Dingbats (1992)
- Fort Boyard (1990–1992)
- Le Grand Raid (1984–1985)
- Jeux sans frontières (1975–1982, 1988–1992)
- Les Mariés de l'A2 (1987–1992)
- Motus (1990–1992)
- Nouvelle lune de miel (1992)[56]
- Pyramide (1991–1992)
- La Piste de Xapatan (1992)
- Que le meilleur gagne (1992)
- Question de charme (1991–1992)
- Rira, rira pas (1989–1990)
- La Tête et les Jambes (1975–1978)
- Trivial Pursuit (1988–1990)
- Y'a un truc (1975-?)

#### Émissions pour la jeunesse
| Titre                            | Période de diffusion                | Présentation | Horaire                                                        |
| Vacances animées                 | 1975 – 9 septembre 1977             | Virginia Crespeau, Christian Éclimont et la marionnette Crocosel                                                                  | tous les après-midi pendant les vacances                       |
| Mercredi animé                   | 1976–1977                           | | le mercredi après-midi                                         |
| Dorothée et ses amis             | 12 septembre 1977 – 3 février 1978  | Dorothée | tous les après-midi vers 17 h                                  |
| Récré A2                         | 3 juillet 1978 – 29 juin 1988       | Dorothée, William Leymergie, Patrick Simpson-Jones, Alain Chaufour, Elfie, Jacky, Ariane Carletti Marie Dauphin et Charlotte Kady | tous les après-midi vers 17 h et le mercredi de 13 h 30 à 17 h |
| Disney Dimanche                  | 20 mai 1979 – 29 juin 1987          | Dorothée, William Leymergie et Marie Dauphin                                                                                      | un dimanche par mois de 17 h 30 à 18 h 30                      |
| Récré A2 matin                   | 27 avril 1985 – 29 juin 1988        | Dorothée, Alain Chaufour, Cabu, Marie Dauphin et Charlotte Kady                                                                   | le mercredi de 9 h 00 à 11 h 30                                |
| Le Monde Magique de Chantal Goya | 3 février 1988 – 17 juin 1988       | Chantal Goya | le mercredi à 14h40                                            |
| Calin Matin                      | juin 1988 – juin 1990               | Marie Talon et les marionnettes Biboun et Doudine                                                                                 | le samedi et le dimanche à 8 h 30                              |
| Graffiti 5-15                    | 5 septembre 1988 – 16 février 1990  | Groucho Business et Chico d'Agneau                                                                                                | tous les après-midi entre 17 h et 18 h                         |
| Bonjour les baskets              | 7 septembre 1988 – janvier 1989     | Douchka Esposito et Claude Pierrard et les marionnettes Diskett et Marcel                                                         | le mercredi matin                                              |
| Chaud les glaçons !              | 7 septembre 1988 – 21 juin 1989     | Philip Giangreco et Cerise Leclerc                                                                                                | le mercredi de 14 h 30 à 17 h                                  |
| Louf                             | 17 septembre 1988 – 6 mai 1989      | Groucho Business et Chico d'Agneau                                                                                                | le samedi à 10 h                                               |
| Croque-matin                     | 11 janvier – 21 juin 1989           | Claude Pierrard | le mercredi à 9 h                                              |
| Éric et Compagnie                | 17 décembre 1989 – 11 février 1990  | Éric Galliano et Noëlla Dussart                                                                                                   | Le mercredi après-midi et le samedi matin                      |
| Éric et Noëlla                   | 18 février – 13 mai 1990            | Éric Galliano et Noëlla Dussart                                                                                                   | Le mercredi matin et après-midi                                |
| En avant Astérix                 | 4 octobre 1990 – 13 juillet 1991    | Éric Galliano |                                                                |
| Éric et toi et moi               | 27 septembre 1990-12 juillet 1991   | Éric Galliano | le mercredi après-midi et le samedi matin                      |
| Oscar et Daphné                  | 20 septembre 1990 – 11 juillet 1991 | Oscar et Daphné | le samedi à 8 h 30                                             |
| Club Sandwich                    | 13 septembre 1990 – 10 juillet 1991 | Woody Woodpecker |                                                                |
| Giga                             | 19 février 1990 – juin 1992         | Jean-François Bouquet (voix-off)                                                                                                  | tous les après-midi vers 17 h                                  |
| Hanna-Barbera dingue dong        | 6 septembre 1990 – juin 1992        | Luq Hamet | le samedi matin                                                |
| Pince-moi je rêve                | 1991–1992                           | Éric Galliano | le mercredi après-midi et le samedi matin                      |
| Debout les petits bouts          | 1991–1992                           | |                                                                |

### Documentaires
- Chefs-d'œuvre en péril (1975)
- Des trains pas comme les autres (1987–1992)
- L'Opéra sauvage (1976–1984)
- La Planète Miracle (1988)
- Que deviendront-ils ? (1984–1992)

### Retransmissions sportives
| Compétitions multisports - Jeux olympiques d'été (?–1992) - Jeux olympiques d'hiver (?–1992) | Rugby à XV - Championnat de France (1975–1985) - Coupe du monde de rugby à XV (1987) Basket-ball - Championnat de France masculin de basket-ball (1988–1989) Cyclisme - Tour de France (1975–1992) Tennis - Roland-Garros (1988–1992) |

### Séries
Voici une liste de séries, classées par origine et ordre de diffusion, qui ont été diffusées sur Antenne 2 :
Séries françaises
- Les Brigades du Tigre
- Les Enquêtes du commissaire Maigret
- Les Cinq Dernières Minutes (deuxième série, 1975)
- Pilotes de courses (5 juin 1975)
- La Poupée sanglante (17 septembre 1976)
- D'Artagnan amoureux (30 septembre 1977)
- Médecins de nuit (22 septembre 1978)
- Gaston Phébus (15 décembre 1978)
- La Vie des autres (10 mars 1980)
- Des grives aux loups (5 octobre 1984)
- Châteauvallon (4 janvier 1985)
- Maguy (8 septembre 1985)
- Palace (1989)
- Nestor Burma (29 septembre 1991)
- Maigret (1er décembre 1991)

Séries américaines
- Vivre libre (21 septembre 1975)
- Opération danger (4 février 1976)
- La Côte sauvage (23 mai 1976)
- Kung Fu
- Drôles de dames (8 janvier 1978)
- L'Âge de cristal (17 septembre 1978)
- Les Arpents verts (31 juillet 1979)
- Colorado (9 mars 1980)
- Magnum (13 décembre 1981)
- L'Homme qui tombe à pic (19 septembre 1982)
- Chips (18 septembre 1983)
- Deux flics à Miami (19 septembre 1986)
- Madame est servie (26 janvier 1987)
- Quoi de neuf docteur ? (5 juillet 1987)
- Nord et Sud (18 juillet 1988)
- La Fête à la maison (24 avril 1989)
- Amour, Gloire et Beauté (12 juin 1989)
- Des jours et des vies (29 juillet 1991)
- L'Équipée du Poney Express (15 avril 1992)

Séries britanniques
- Amicalement vôtre
- Dick le rebelle (11 décembre 1981)
- Sam le pompier

Séries canadiennes
- Les Années collège (10 septembre 1988)

## Présentateurs et animateurs
- Thierry Beccaro (1987–1992)
- Pierre Bellemare (1975–1976)
- Georges Beller  (1990–1992)
- Bernard Benyamin (1990–1992)
- Daniel Bilalian (1976–1977/1979–1986/1987–1990/1991)
- Arielle Boulin-Prat (1986–1992)
- Philippe Bouvard (1975–1987/1990–1991)
- Fabien Buhler (1975)
- Monique Cara (1977–1986)
- Ariane Carletti (1980–1987)
- Lionel Cassan (1987–1992)
- Jean-Marie Cavada (1987–1989)
- Catherine Ceylac (1980–1983/1984–1989/1990–1991/1992)
- Jacques Chancel (1975–1989)
- Robert Chapatte (1975–1985)
- Martine Chardon (1982–1987/1991–1992)
- Patricia Charnelet (1981/1986–1989)
- Claire Chazal (1989/1990–1991)
- Hervé Claude (1981–1992)
- Corbier (1982–1987) (°1944-†2018)
- Marie Dauphin (1983–1988)
- Sophie Davant (1987–1992)
- Christophe Dechavanne (1985–1987)
- Davina Delor (1982–1986)
- Alexandre Delpérier (1992)
- Dorothée (1977–1987)
- Michel Drucker (1982–1990)
- Alain Duhamel (1977–1981)
- Jean-Pierre Elkabbach (1977–1981)
- Max Favalelli (1975–1984)
- Jean-Pierre Foucault (1976–1987)
- Jo Frachon (1984–1986)
- Éric Galliano (1989–1992)
- Alain Gillot-Pétré (1981–1986)
- Groucho Business et Chico d'Agneau (1985/1988–1990)
- Philippe Harrouard (1977–1981/1983/1987)
- Gérard Holtz (1977–1981/1985–1992)
- Jacky (1979–1986)
- Alain Jérôme (1975–1991)
- Charlotte Kady (1984–1988)
- Philippe Labro (1981–1982)
- Patrice Laffont (1975–1992)
- Bernard Langlois (1981–1986)
- Patrick Lecocq (1975–1981)
- Philippe Lefait (1987–1992)
- Daniela Lumbroso (1990 /1991–1992)
- Léon Zitrone (1979–1981)
- William Leymergie (1978–1992)
- Noël Mamère (1977–1992)
- Jacques Martin (1977–1978/1980–1992)
- Bruno Masure (1990–1992)
- Frédéric Mitterrand (1988–1992)
- Nagui (1992)
- Paul Nahon (1990–1992)
- Michel Oliver
- Christine Ockrent (1981–1985/1988–1992)
- Valérie Pascale(1991–1992)
- Claude Pierrard (1988–1989)
- Bernard Pivot (1975–1992)
- Patrick Poivre d'Arvor (1975–1986)
- Bernard Rapp (1983–1991)
- Bertrand Renard (1975–1992)
- Nathalie Rihouet (1990–1992)
- Ève Ruggiéri (1980–1992)
- Henri Sannier (1987–1988/1990–1992)
- Claude Sérillon (1976–1979/1982/1986–1992)
- Pascal Sevran (1991–1992)
- Patrick Simpson-Jones (1978–1982/1984–1987)
- Marie Talon (1988–1990)
- Pierre Tchernia (1975–1989)
- Véronique de Villèle (1979–1986)
- François-Henri de Virieu (1982–1992)
- Hélène Vida (1976)
- Roger Zabel (1983/1987–1989)
- François de Closets (1992)

### Journalistes
- Paul Amar (1979–1990/1992)
- Rachid Arhab (1985–1992)
- Monique Atlan (1977–1992)
- Bernard Benyamin (1979–1992)
- Daniel Bilalian (1976–1986/1987–1990)
- Georges Bortoli (1975–1992)
- Hervé Brusini (1977–1992)
- Monique Cara (1980–1981)
- Patricia Charnelet (1986–1989)
- Claire Chazal (1988–1991)
- Hervé Claude (1975–1992)
- Jean-Pierre Elkabbach (1977–1981)
- Jean-Pierre Enkiri (1975–1992)
- Philippe Harrouard (1975–1992)
- Gérard Holtz (1975–1985)
- Philippe Labro (1981–1982)
- Bernard Langlois (1981–1982)
- Patrick Lecocq (1976–1992)
- Gérard Leclerc (1985–1992)
- Gilles Leclerc (1987–1992)
- Philippe Lefait (1980–1992)
- Paul Lefèvre (1976–1987)
- William Leymergie (1986–1989)
- Noël Mamère (1982–1987)
- Bruno Masure (1990–1992)
- Michel Mompontet (1986–1992)
- Paul Nahon (1980–1992)
- Christine Ockrent (1981–1985/1988–1992)
- Patrick Poivre d'Arvor (1975–1983)
- Bernard Pradinaud (1983–1986)
- Bernard Rapp (1983–1987)
- Jean-Claude Renaud (1975–1992)
- Henri Sannier (1987–1992)
- Claude Sérillon (1975–1979/1981–1984/1986–1992)
- Hélène Vida (1976)
- Roger Zabel (1983)

### Speakerins et speakerines
- Gillette Aho  (1982–1992) : 7 d'or de la meilleure speakerine en 1987
- Danielle Askain (1976–1983)
- Florianne Blitz (1990–1992)
- Lionel Cassan  (1985–1992)
- Catherine Ceylac (1980–1987)
- Martine Chardon (Été 1975, 1976–1982)
- Virginia Crespeau (1978–1989)
- Dorothée (1977–1983)
- Renée Legrand (1975)
- Claudie Lemeret (1975–1977)
- Patricia Lesieur (1982–1992)
- Michelle Maillet (1977–1981)
- Valérie Maurice (1985–1992)
- Annie Milon (1990–1991)
- Olivier Minne (1990–1992)
- Geneviève Moll[réf. souhaitée]
- Marie-Ange Nardi (1985–1990) : 7 d'or de la meilleure speakerine en 1988
- Brigitte Simonetta (1977–1980)
- Patrick Simpson-Jones (1981–1986)
- Marie Talon (1990–1992)
- Élisabeth Tordjman (1981–1986)

## Audiences
| 1975 | 1976 | 1977   | 1978 | 1979   | 1980   | 1981   | 1982 | 1983    | 1984   | 1985   | 1986   | 1987 | 1988   | 1989   | 1990   | 1991   | 1992 |
| ---- | ---- | ------ | ---- | ------ | ------ | ------ | ---- | ------- | ------ | ------ | ------ | ---- | ------ | ------ | ------ | ------ | ---- |
|      | 34 % | 31,3 % | 32 % | 33,9 % | 34,3 % | 36,6 % | 40 % | 46,2 %* | 45,7 % | 42,2 % | 39,4 % | 32 % | 26,9 % | 23,4 % | 22,1 % | 21,3 % | 24 % |

Source : Médiamétrie 
Légende :
* Maximum historique
Fond vert = Meilleur score.
Fond rouge = Moins bon score.

## Diffusion
Antenne 2 a exploité le canal 2 en France, de 1975 à 1992.

### Hertzien analogique
En France
Antenne 2 est diffusée en bande IV au standard UHF SECAM IIIB norme L/L' à 625 lignes sur le deuxième réseau national analogique hertzien de TDF.
En Italie
Depuis le 1er octobre 1975, Antenne 2 est diffusée au standard PAL et à la norme européenne G dans la région de la Vallée d'Aoste, autonome et bilingue italien/français, en raison de lois italiennes sur l'autonomie gouvernementale, depuis les émetteurs de la Pointe Helbronner (UHF PAL-G canal 30), de la Tête d'Arpy et du Pavillon du Mont-Fréty (en amont de Courmayeur). Depuis 1975 jusqu'en 2004 (2006 à Rome), Antenne 2 (puis France 2) fut diffusée en Italie dans les régions de Toscane, Latium, Émilie-Romagne, Basse-Vénétie et des parties de la Lombardie et de la Ligurie au standard SECAM, puis en PAL-G à partir du 1er août 1983.
Jusqu'à sa diffusion en couleur PAL en Italie, les programmes d'Antenne 2 étaient supposés être diffusés en couleur SECAM, mais les récepteurs italiens, qui n'étaient pas préparés pour ce standard, recevaient la chaîne en noir et blanc. De plus, les pages de publicité et les actualités régionales de FR3 étaient masquées.
Fréquences de diffusion:
- Mont Secchieta, à Florence, en Toscane: 50 UHF
- Mont Amiata, en Toscane (41 UHF)
- Mont Guadagnolo, près de Rome, dans le Latium: 51 UHF
- Mont Cimone, à Modène, en Émilie-Romagne: 43 UHF
- Valcava, à Bergame, en Lombardie: 53 UHF

En Tunisie
Antenne 2 a été aussi retransmise en Tunisie en lieu et place de la chaîne RTT 2, à partir du 3 juin 1989 14h, jusqu'à fin octobre 1999, depuis les émetteurs de Chambi (UHF PAL canal 40), d'Hmeyma (UHF PAL canal 48), de Zaghouan (UHF PAL canal 33) et de Boukornine (UHF PAL canal 26). Cette diffusion s'achève en 1999, car à la suite de la réélection du président Ben Ali en 1999, les médias français dont France 2, critiquent fortement le gouvernement tunisien et fustigé le manque de démocratie du régime en raison du résultat triomphal de l'élection. En réaction, le dirigeant somme l'ERTT de mettre fin à la diffusion de la chaîne française, ce qui intervient à la fin octobre 1999. La chaîne Canal 21 qui émet depuis novembre 1994 sur même réseau à raison de trois heures quotidiennes, occupe depuis cette date, l'intégralité des plages horaires du réseau hertzien.
En Allemagne
Antenne 2 (puis France 2) a été diffusée à Berlin-Ouest sur le canal 31 au standard SECAM et à la norme G (à partir de décembre 1990: PAL G), depuis la seconde moitié des années 80, jusqu'à 1994.
En France d'outre-mer
En France d'outre-mer, les programmes d'Antenne 2 et, plus tard, ceux de France 2, ont été diffusés à partir de 1983, d'abord sur le Second canal de RFO, puis sur "RFO 2" à partir de 1988. Jusqu'à sa reconversion en Tempo en 1998, la chaîne diffuse les programmes d'Antenne 2 (France 2 à partir de 1992) et un programme régional produit par RFO. Depuis 1998, la chaîne ne retransmet plus que les programmes culturels de France 2, France 3, La Cinquième, Arte et France 4 (à partir de 2005).

### Câble
En France
Antenne 2 fut diffusée sur les deux premiers réseaux câblés expérimentaux de Metz et Bitche dès 1979, puis sur les petites régies de télédistribution de villes à population non négligeable. En tant que chaîne publique, les réseaux câblés français France Telecom Câble, Lyonnaise Câble et CGV ont alors l'obligation de diffuser Antenne 2 sur leurs réseaux dès la mise en œuvre du plan câble à la fin de 1985.
En Belgique
Antenne 2 est diffusée sur les télé-réseaux à Bruxelles et en Wallonie de 1983 à 1992.
Au Québec
Antenne 2 n'a pas été directement retransmise au Québec mais ses programmes ont été partiellement repris sur la chaîne RFO 2 renommée "Tempo" en 1998, notamment disponible via le câblo-opérateur Vidéotron.
En outre et parmi d'autres sources télévisuelles, la chaîne TVFQ 99 et son canal successeur TV5 Québec Canada, ont rediffusé les programmes d'Antenne 2 sur le câble et par le satellite québécois.

### Satellite
Antenne 2 a été retransmise par le satellite Telecom 1C de France Télécom dès le 3 juin 1989 à 14h, sur l'ensemble du territoire hexagonal. Ce satellite alimente les émetteurs terrestres gérés par l'opérateur TDF ainsi que ceux de la Tunisie pour la diffusion hertzienne nationale puis ce satellite est remplacé par Telecom 2B, à partir de décembre 1991. La fréquence d'Antenne 2 sur le satellite Telecom 2B est 12.564 MHz, polarisation Verticale.
Entre 1976 et 1983, quelques émissions des trois chaînes nationales de télévision françaises ont été diffusées aux États-Unis chaque soir, durant quatre heures sur la chaîne Téléfrance-USA,,.
Les programmes d'Antenne 2 ont également été repris par la chaîne TV5 et le service Canal France International,,, distribuant également ses émissions auprès de plusieurs chaînes de télévision publiques africaines, principalement francophones.
Le 21 septembre 1990, le CSA autorise la diffusion d'Antenne 2 sur le satellite de diffusion directe TDF 1 et 2, conformément à la demande du gouvernement formulée en application de l'article 26 de la loi du 30 septembre 1986. Antenne 2 y rejoint La Sept, Canal+, MCM et Canal J au sein d'un petit bouquet diffusé en D2MAC,.

## Production de films
À travers sa filiale Films A2, la chaîne Antenne 2 a financé la production de films pour le cinéma. Le label Films A2 a poursuivi cette mission en devenant France 2 Cinéma.